# New Mater Volley 2020-2021
Questa voce raccoglie le informazioni riguardanti la New Mater Volley nelle competizioni ufficiali della stagione 2020-2021.

## Organigramma societario
Area direttiva
- Presidente: Gaetano Carpinelli
- Vicepresidente: Alessandro Vinella
- Direttore sportivo: Bruno De Mori

Area tecnica
- Allenatore: Flavio Gulinelli
- Allenatore in seconda: Giuseppe Barbone
- Assistente allenatore: Giuseppe Calisi
- Scout man: Matteo Pastore
- Responsabile settore giovanile: Fabio Malerba

Area comunicazione
- Responsabile comunicazione: Antonio Minoia
- Ufficio stampa: Giancarla Manzari, Antonio Minoia
- Fotografo: Giampiero Consaga
- Telecronista: Vittorio Minoia

Area sanitaria
- Medico: Giosuè Dell'Aera
- Preparatore atletico: Massimiliano D'Elia
- Fisioterapista: Andrea Giancaspro
- Consulente ortopedico: Gioachino Lo Bianco
- Osteopata: Francesco Boggia

## Rosa
| N° | Nome               | Ruolo | Data di nascita   | Squadra     |
| -- | ------------------ | ----- | ----------------- | ----------- |
| 1  | Roberto Cazzaniga  | O     | 28 ottobre 1979   | Italia      |
| 2  | Luca Indellicati   | S     | 5 giugno 2001     | Italia      |
| 3  | Matheus Dall'Agnol | S     | 7 novembre 1994   | Italia      |
| 4  | Filippo Vedovotto  | S     | 2 dicembre 1990   | Italia      |
| 5  | Daniele De Pandis  | L     | 30 giugno 1984    | Italia      |
| 6  | Giuseppe Ottaviani | S     | 12 dicembre 1991  | Italia      |
| 7  | Carmelo Gitto      | C     | 3 luglio 1987     | Italia      |
| 8  | Stefano Patriarca  | C     | 23 luglio 1987    | Italia      |
| 9  | Mattia Rosso       | S     | 28 maggio 1985    | Italia      |
| 10 | Saverio De Santis  | L     | 21 settembre 1999 | Italia      |
| 11 | Fernando Garnica   | P     | 19 luglio 1980    | Italia      |
| 12 | Kay van Dijk       | O     | 24 giugno 1984    | Paesi Bassi |
| 14 | Nicola Zonta       | P     | 15 maggio 2000    | Italia      |
| 15 | Luca Palmisano     | C     | 1º gennaio 1998   | Italia      |
| 17 | Alex Erati         | C     | 24 giugno 1994    | Italia      |